# Malina Krumowa
Malina Walentinowa Krumowa, bułg. Малина Валентинова Крумова (ur. 1976) – bułgarska urzędniczka państwowa, wiceminister, w 2017 wicepremier ds. funduszy unijnych.

## Życiorys
W 1998 ukończyła studia z politologii i stosunków międzynarodowych na Uniwersytecie Amerykańskim w Bułgarii, uzyskała magisterium z zakresu demokracji i praw człowieka na kursie prowadzonym przez Uniwersytet Boloński i Uniwersytet w Sarajewie. Od 1998 zatrudniona przy różnych projektach. Od 2007 ekspert, a od 2009 dyrektor programu operacyjnego w ramach ministerstwa środowiska i gospodarki wodnej. Od marca do maja 2013 była wiceministrem w tym resorcie. Później zajmowała się koordynacją funduszy strukturalnych i inwestycyjnych w kancelarii premiera, weszła też w skład ciała doradczego Komisji Europejskiej ds. uproszczenia procedur.
Od stycznia do maja 2017 pozostawała wicepremierem ds. funduszy unijnych w technicznym rządzie Ognjana Gerdżikowa (jako bezpartyjna). Następnie przeszła na stanowisko wiceministra rozwoju regionalnego i robót publicznych. W lipcu 2019 została prezesem państwowej agencji do spraw bezpieczeństwa dróg publicznych (Bezopasnost na dwiżenieto po pytisztata).